# Krautinger
Der Wildschönauer Krautinger ist eine geschützte regionale Spirituose aus dem österreichischen Bundesland Tirol in der Region Wildschönau.

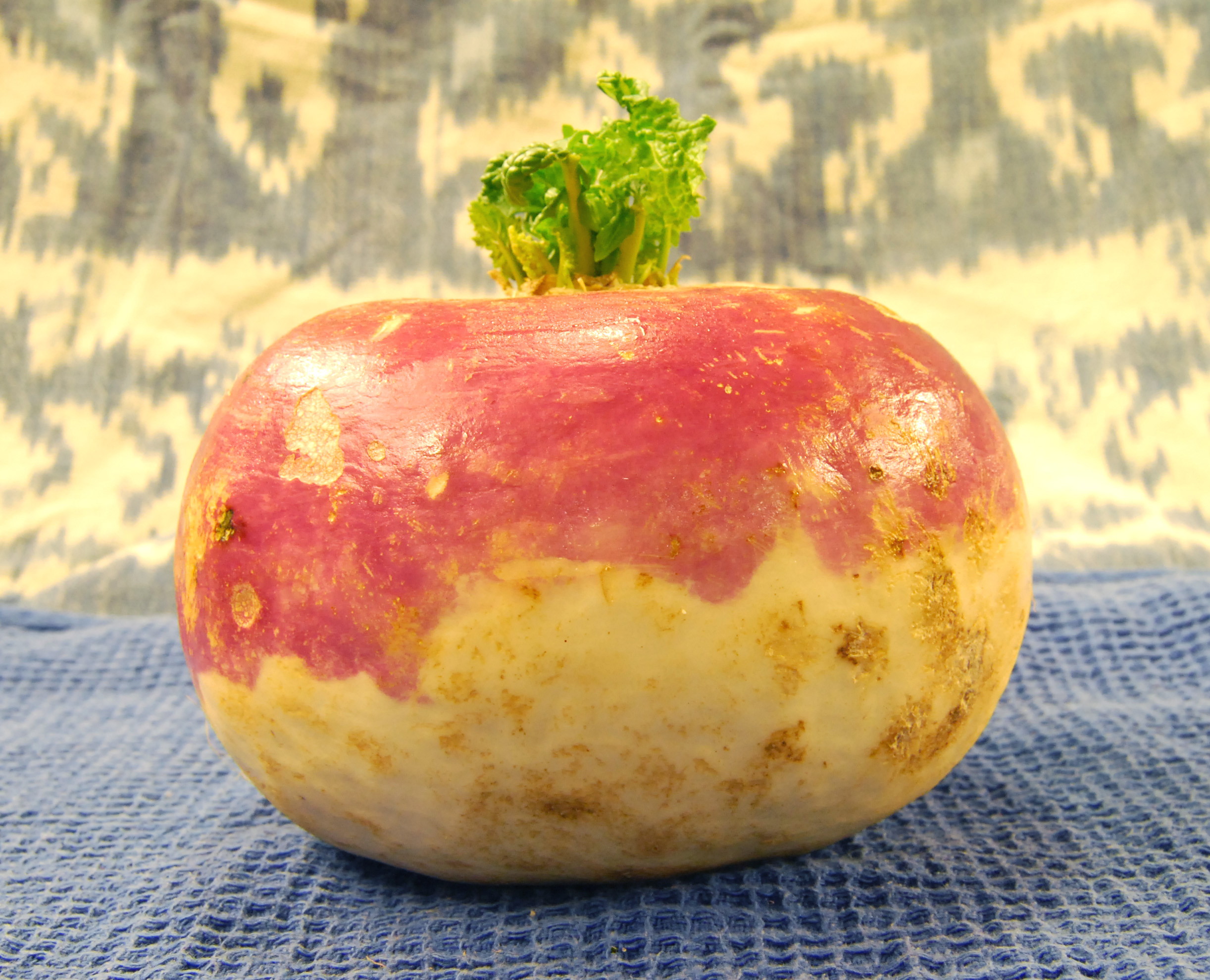
Stoppelrübe

Es handelt sich um einen Rübenschnaps, der hergestellt wird aus der Weißen Stoppelrübe Brassica rapa ssp. Rapa, auch Wasserrübe und original Wildschönauer „Soachruam“ genannt. Zur Herstellung werden die Rüben geschnitzelt und gepresst, der Saft durch Kochen auf ein Drittel reduziert und dann durch Zugabe von Hefe vergoren. Die Gärung ist nach eineinhalb bis zwei Tagen abgeschlossen. Der Krautinger wird anschließend zweimal destilliert und kommt dann mit einer Stärke von 38 bis 48 Vol.-%  in den Verkehr. Der Krautinger zeichnet sich durch einen eigenwilligen Geschmack aus, der intensiv an Gemüse erinnert.
Das Monopol zur Schnapsherstellung, dem Krautingerbrennen, wurde den Bauern in der Wildschönau bereits von Kaiserin Maria Theresia verliehen, weil die Bergbauern in diesem Hochtal sehr arm waren. Das Dekret von Maria Theresia sollte das ausgleichen. Inzwischen produzieren von den anfänglich über 50 Brennereien nur noch ungefähr 16 Brennereien regelmäßig oder gelegentlich den Krautinger.
Der Krautinger wird von seinen Anhängern auch als eine wirksame Medizin bei Magenverstimmungen bezeichnet, er wird in der Wildschönau jedoch auch „so“ getrunken. Für viele ist aber bereits der Geruch so ungewöhnlich, dass die wenigsten überhaupt ein Stamperl verkosten wollen.
Im Sinne des Traditionellen Wissens dieser Region wurde der Wildschönauer Krautinger auch in das Register der Traditionellen Lebensmittel aufgenommen.